# Гнатюк Анатолій Васильович
Анатолій Васильович Гнатюк (нар. 12 червня 1964, Немирівка Старокостянтинівського району Хмельницької області) — український актор Національного академічного драматичного театру імені Івана Франка, співак, телеведучий. Заслужений артист України (2004), Народний артист України (2015).

## Життєпис
Навчався гри на баяні в Старокостянтинівській музичній школі. Продовжив навчання в драматичній студії при Палаці піонерів у Києві.
Після закінчення в 1981 році Київського інституту театрального мистецтва (акторський факультет, викладачка Зимня Валентина Іванівна) працює в Національному драматичному театрі імені Івана Франка (Київ).
Знімається в кіно.

## Сім'я
- Рідний брат — Микола Гнатюк, естрадний співак.
- Дружина — Олена Чередніченко (нар. 18 липня 1962).
  - Син — Богдан Гнатюк (режисер, драматург, сценограф; нар. 28 червня 1988).

## Акторська творчість

### Телебачення
Вів низку програм, зокрема:
- 1998 — «Музична пошта» (УТ-2),
- 1999 — «Фільм на замовлення» (СТБ),
- 2002 — «Київ театральний з Анатолієм Гнатюком» («Київ»),
- 2003—н.ч. — «Лото-забава» («М. С. Л.»),
- 2003 — «Факти» («ICTV»),
- 2011 — «Вікна-Новини» (СТБ),
- 2011 — «Репортер» (Новий канал),
- 2014 — «Факти тижня. Нічна варта» («ICTV»).

### Концертні програми
Виступав як співак у концертних програмах, а також з сольною програмою «Посміхнемось разом». У 2003 році випустив сольний альбом «Крила». Разом з братом Миколою Гнатюком виконав пісню «Ой смереко», що стала шлягером.

### Ролі в театрі
Національний академічний драматичний театр імені Івана Франка
- Іван Барильченко («Суєта» І. Карпенка-Карого),
- Санчо Панса («Сміх і сльози Дон Кіхота» за М. де Сервантесом),
- Барон Тузенбах («Три сестри» А. Чехова),
- Степан («Кохання в стилі бароко, або Любов з неохоти» Я. Стельмаха),
- Голохвастов («За двома зайцями» М. Старицького),
- Хлестаков («Ревізор» М. Гоголя);
- 1999 — «Шельменко-денщик» за однойменною п'єсою Григорія Квітки-Основ'яненка; реж. Петро Ільченко — Шельменко[2]
- 2001 — «Мартин Боруля» за однойменною п'єсою Івана Карпенка-Карого; реж. Петро Ільченко — Націєвський, регістратор із ратуші
- 2007 — «Весілля Фігаро» за мотивами однойменної п'єси П'єра Бомарше; реж. Юрій Одинокий — Бартоло[3]
- 2013 — «Дами і гусари» Олександра Фредро; реж. Юрій Одинокий — Гжегож[4]
- 2015 — «Великі комбінатори» за мотивами роману «Дванадцять стільців» Іллі Ільфа та Євгена Петрова; реж. Дмитро Чирипюк — Остап Бендер
- 2019 — «Поминальна молитва» Григорія Горіна за мотивами збірки оповідань Шолом-Алейхема «Тев'є-Молочар»; реж. поновлення Дмитро Чирипюк (поновлення легендарної вистави «Тев'є-Тевель», поставленої Сергієм Данченко у 1989 році) — Менахем
- 2020 — «Сірано де Бержерак» за однойменною п'єсою Едмона Ростана; реж. Юрій Одинокий — Карбон де Кастель Жалу

Київська академічна майстерня театрального мистецтва «Сузір'я»

### Фільмографія
- 1990 — Це ми, господи… — епізод
- 1992 — Вінчання зі смертю — епізод
- 2001 — Леді Бомж — епізод
- 2002 — Сьогодні і назавжди
- 2004 — Троянський спас — Колот
- 2004 — Другий фронт — Ляхов
- 2005 — телесеріал «Махно», реж. М. Каптан — генерал Шкуро
- 2006 — Дев'ять життів Нестора Махна — генерал Шкуро
- 2009 — Дот — командир розвідників
- 2009 — Танець нашого кохання — Геннадій
- 2010 — Сусіди
- 2012 — Брат за брата–2 — Чернецький
- 2014 — Трубач — Сергій Петрович
- 2014 — Муж на годину — Славонька
- 2017 — Посттравматична рапсодія — Гундермарк
- 2018 — Дві матері
- 2019 — Тарас. Повернення

## Нагороди і відзнаки
Заслужений артист України (2004),
Народний артист України (2015).
2025 - Нагороджений орденом "За заслуги" 3 ступеня